# Gereja Protestan Indonesia Nederland
De Gereja Protestan Indonesia Nederland is een kerk op reformatorische grondslag met evangelische invloeden, maar tevens met een oecumenische doelstelling. De naam betekent “Indonesisch-Nederlandse Protestantse Kerk"; doorgaans verwijst het Indonesische woord “Protestan” specifiek naar “protestants”.
De kerk splitste op 5 januari 2014 af van Gereja Kristen Indonesia Nederland en heeft een regio Rijswijk-Den Haag.